# قودي سيارتي
قودي سيارتي (باليابانية: ドライブ・マイ・カー) هو فيلم دراما ياباني من إخراج ريوسوكي هاماغوتشي. وبطولة هيدتوشي نيشيجيما وماساكي اوكادا. عُرض الفيلم لأول مرة في مهرجان كان السينمائي عام 2021.

## روابط خارجية
- قودي سيارتي على موقع IMDb (الإنجليزية)
- قودي سيارتي على موقع ميتاكريتيك (الإنجليزية)
- قودي سيارتي على موقع روتن توميتوز (الإنجليزية)
- قودي سيارتي على موقع ألو سيني (الفرنسية)
- قودي سيارتي على موقع أول موفي (الإنجليزية)
- قودي سيارتي على موقع فيلمافينيتي (الإسبانية)
- قودي سيارتي على موقع قاعدة بيانات الأفلام السويدية (السويدية)
- قودي سيارتي على موقع قاعدة بيانات الفيلم (الإنجليزية)
- قودي سيارتي على موقع ليتربوكسد (الإنجليزية)
- قودي سيارتي على موقع كينوبويسك (الروسية)